# Kagen (Ära)
Kagen (japanisch 嘉元) ist eine japanische Ära (Nengō) von September 1303 bis Januar 1307 nach dem gregorianischen Kalender. Der vorhergehende Äraname ist Kengen, die nachfolgende Ära heißt Tokuji. Die Ära fällt in die Regierungszeit des Kaisers (Tennō) Go-Nijō.
Der erste Tag der Kagen-Ära entspricht dem 16. September 1303, der letzte Tag war der 17. Januar 1307. Die Kagen-Ära dauerte vier Jahre oder 1220 Tage.

## Ereignisse
- 1305 Hōjō Tokimura wird ermordet und die Kagen-Aufstände (嘉元の乱) brechen aus